# CBA (uddannelse)
 For alternative betydninger, se CBA. (Se også artikler, som begynder med CBA)
CBA, (Certificate in Business Administration) er en komprimeret udgave af MBA (Master of Business Administration).
Uddannelsen er en amerikansk udviklet management lederuddannelse, som blev afviklet for første gang i Danmark i 2002.

## Fakta
- Uddannelsesforløb, seks måneder.
- Et fag pr. måned, i alt seks fag.
  - General Management
  - Marketing
  - Leadership
  - Business Technology & Operations Management
  - Financial Reporting & Control
  - Competition & Strategy
    - Management Simulation
    - Applied Research Project
- Undervisningen er akkrediteret